# Achim (Landkreis Verden)
Achim (Ausspracheⓘ) ist die größte Stadt und eine selbständige Gemeinde im Landkreis Verden in Niedersachsen (Deutschland). Südöstlich von Bremen gelegen wird sie auch häufig als Achim bei Bremen bezeichnet.

## Geografie

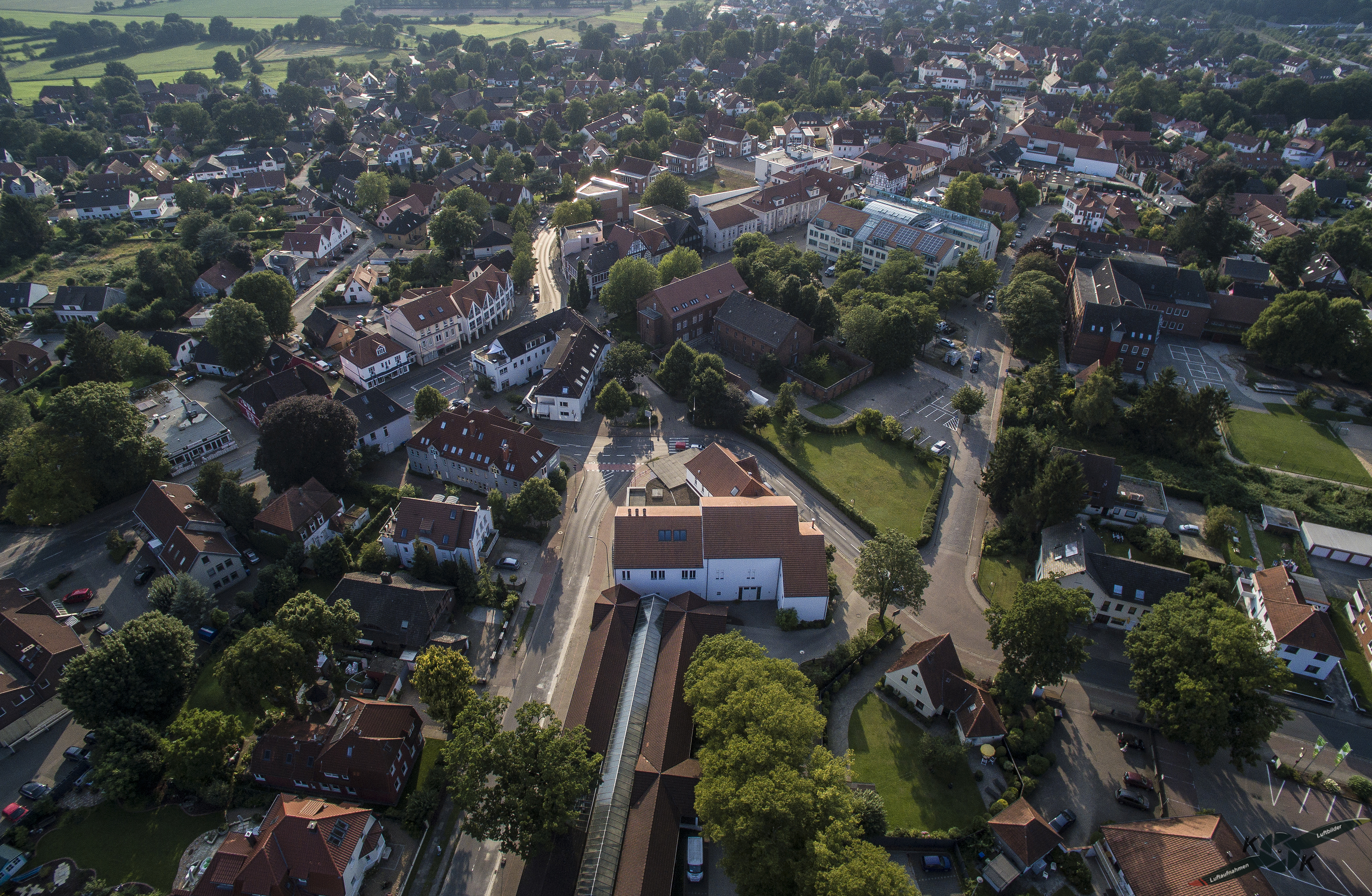
Luftaufnahme Innenstadt Achim, Blick nach Westen

Achim liegt in der Mittelweserniederung am Rande der Achim-Verdener Geest. In der Nähe der Stadt finden sich naturbelassene Moore. Achim liegt an der Weser und an der Alten Aller, die einen Altarm der Aller bildet und bei Baden in die Weser mündet.

### Stadtgliederung
Die Stadt Achim ist eine Einheitsgemeinde und gliedert sich in zwei Ortschaften und sieben Ortsteile (Einwohnerzahl am 1. Januar 2012 in Klammern):
| Ortschaften: - Bollen (214) / 240 - Embsen (920) / 912 | Ortsteile: 1. Achim (12.035) / 12.311 2. Baden (6.616) / 7.643 3. Badenermoor (650) / 636 4. Bierden (2.924) / 3.081 5. Borstel (386) / 385 6. Uesen (4.293) / 4.737 7. Uphusen (3.765) / 4.031 |

### Badener Berge
Die Badener Berge befinden sich in der Ortschaft Baden, einem Ortsteil von Achim. Die Landschaft ist geprägt von Marschland an der Weser westlich der Stadt, von bis zu 40 m hohen Dünenerhebungen und dem Badenermoor im Westen. Bis zum 19. Jahrhundert war das Gebiet nur spärlich besiedelt und die Einwohner lebten vom Kartoffelanbau, von der Schafzucht und von aus der Stadt Bremen hierher verlagerten Werkstätten. In den Badener Bergen konnten von Hans Höppner in den Jahren 1898 und 1900 rund 200 der 250 in Deutschland bekannten Bienenarten nachgewiesen werden. Rund hundert Jahre später waren es laut Riemann nur noch 130 Bienenarten.

### Ehemalige Militäranlagen
Das Badener Öllager war Teil einer aus dem Ersten Weltkrieg stammenden Bunkeranlage. Sie wurde 1917 errichtet und diente als Umschlagplatz für Rohöl, Heizöl und Treibstoff. Es wurden vierzehn unterirdische Behälter angelegt, die letzten beiden Behälter wurden jedoch wieder verschrottet. Während der Weimarer Republik war das Öllager an Ölfirmen vermietet. Im Rahmen der Remilitarisierung Deutschlands vor dem Zweiten Weltkrieg wurde das Öllager erweitert und ausgebaut (ca. 36 Tanks). Weil das Lager nach Kriegsende unbeschädigt war, sprengten es 1946 englische Besatzungstruppen.
Das Gebiet wurde Truppenübungsplatz für die Bundeswehr und Standort der Steuben-Kaserne. Die Gefechtsübungen und Panzerfahrten hatten einen gravierenden Einfluss auf die Vegetation. Ähnlich wie auf anderen Truppenübungsplätzen entstand eine typische Sand-Heiden-Landschaft. Infolge der ausgedehnten Besiedelung durch die angrenzende Gemeinde Baden in den 1970er und 1980er Jahren kam zunehmend Unrat wie Gartenabfälle und Tierfäkalien in das Wald-Heide-Gebiet. Neue Gartenpflanzen verdrängten Teile der Flora. 2003/04 konnten noch 151 verschiedene Pflanzenarten im Öllager nachgewiesen werden. Die Steuben-Kaserne und der zugehörige Standortübungsplatz Öllager wurden 2003 geschlossen. Das Gebiet wird nun Stadtwald und Siedlungsfläche für Wohnen, Sport und Gewerbe.

## Geschichte

### Ur- und Frühgeschichte

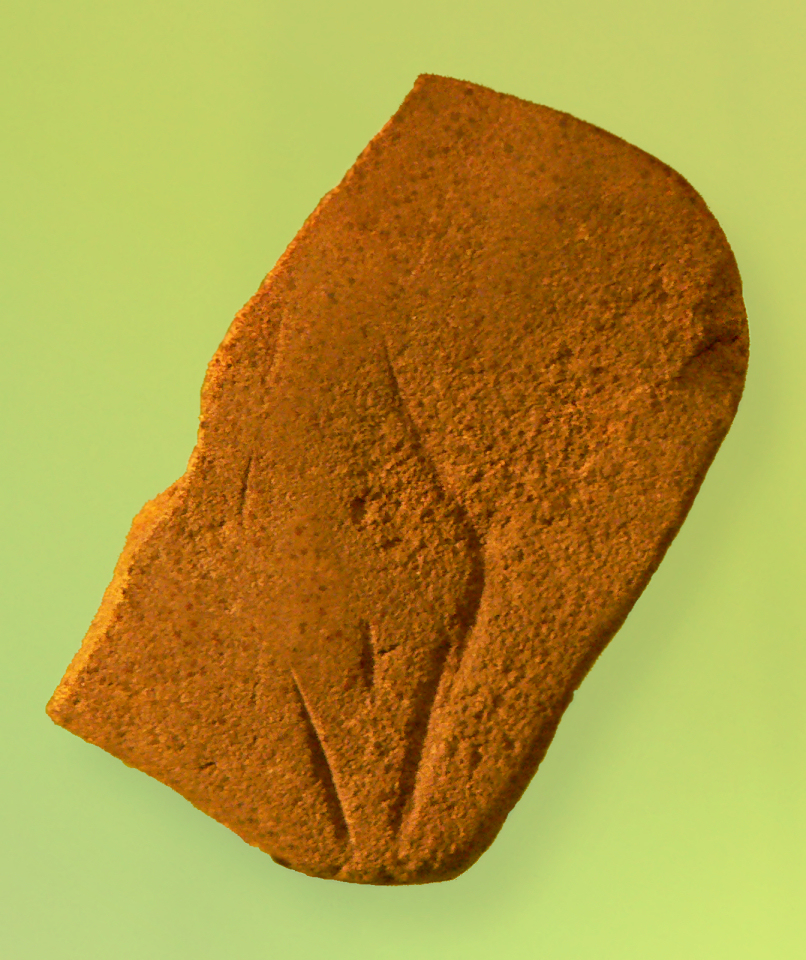
Venus von Bierden.

Vorgeschichtliche Funde und im 19. Jahrhundert zerstörte Großsteingräber aus der Steinzeit weisen auf eine frühe Besiedlung hin. Bei Ausgrabungen im Rahmen der Verlegung der Nordeuropäischen Erdgasleitung durch Niedersachsen 2011/12 wurde bei Bierden unter einer bronzezeitlichen Siedlung ein Lagerplatz steinzeitlicher Jäger- sowie Sammlergruppen entdeckt. Dort fand sich ein frühmesolithisches Steingerät, das wegen seiner Gravur als Venus von Bierden benannt wurde. Der Fund ist ausgestellt im Niedersächsischen Landesmuseum Hannover.
In der Jungsteinzeit wurden von Angehörigen der Trichterbecherkultur bei Achim und bei Bierden fünf Großsteingräber errichtet, die aber im 19. Jahrhundert abgetragen wurden.
Nach dem Ende der Völkerwanderung siedelten sich in dem Gebiet die Sachsen an. Die beherrschende Höhe des Lindenberges südlich von Bremen, an die sich das alte Arahem lehnte, ist eine heidnische Kult- und Gerichtsstätte gewesen. Achim war Versammlungsort eines sächsischen Hundertschaftsgerichts (später Gogerichts) im Gow Wigmodien.

### Mittelalter
Nach der Christianisierung durch Karl den Großen wurde Achim Teil des Erzbistums Bremen. 1013 wurde der heutige Ortsteil Baden urkundlich erwähnt, 1059 Bierden und Achim 1091 erstmals als Acheim oder Arahem (zu althochdeutsch aha und -heim ‚Siedlung am Wasser‘). Hier hielt der Bremer Erzbischof und sein Gefolge Gericht über den Hoyaer Adligen Gerhard von Stumpenhusen. In Achim errichtete im 12. Jahrhundert die christliche Mission eine Taufkirche. Die heutige St. Laurentius-Kirche, im romanischen Baustil begonnen und später gotisch erweitert, wurde 1257 erstmals urkundlich erwähnt.
Seit 1226 war der Vogt der Burg Langwedel Verwalter der Region. Um 1450 wählten die freien Bauern von Achim und Umgebung ihren eigenen Gerichtsherren, den Gohgrefen. Dieses Amt wurde bis zum Ende des Dreißigjährigen Krieges von Mitgliedern der Adelsfamilie Clüver ausgeübt. Die Gerichtsstätte lag auf einer mit Linden bestandenen Wurt in der Nähe der Kirche. Im Zuge des Lüneburger Erbfolgekrieges wurde Achim 1381 durch Kämpfe zwischen dem Herzog Albrecht von Sachsen-Wittenberg mit dem Fürsterzbischof von Bremen, Albert II., in Brand gesetzt.

### 1600 bis 1712
Im Dreißigjährigen Krieg erlitt der Ort Achim großen Schaden. 1626 lagerte am Dorfrand das Heer des Dänenkönigs Christian IV. Ein Pulverwagen fing Feuer, explodierte und die umherfliegenden Funken setzten den Ort in Brand. Am Ende standen nur noch zwei Häuser und die steinerne Kirche.
Seit 1648 war Achim Teil des schwedisch beherrschten Herzogtum Bremen. Der frei gewählte Gohgrefe wurde abgesetzt und durch einen schwedischen Beamten ersetzt. Das ehemalige Erzbistum Bremen und das Bistum Verden wurden als „die Herzogtümer Bremen und Verden“ weiter verwaltet.

### 1719 bis 1866 Hannoversche Zeit

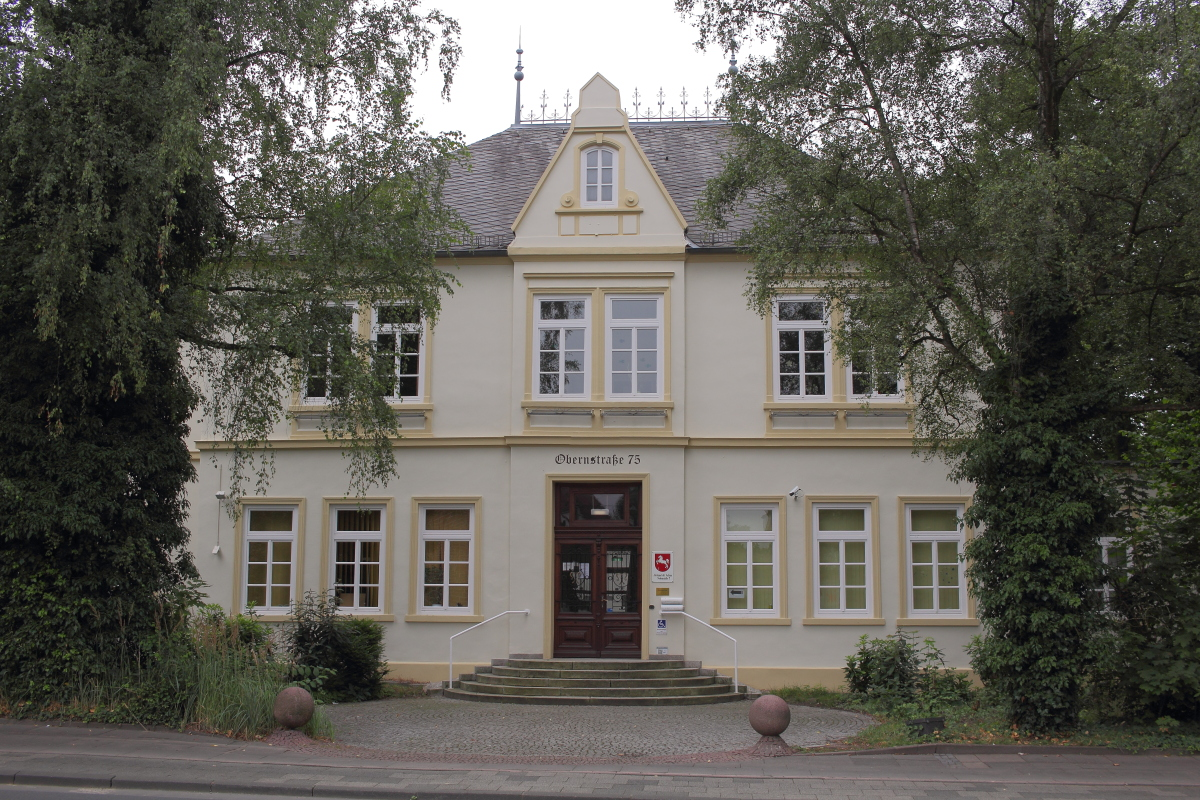
Altes Rathaus, seit 1993 Nebenstelle des Amtsgerichts (Obernstr. 75)

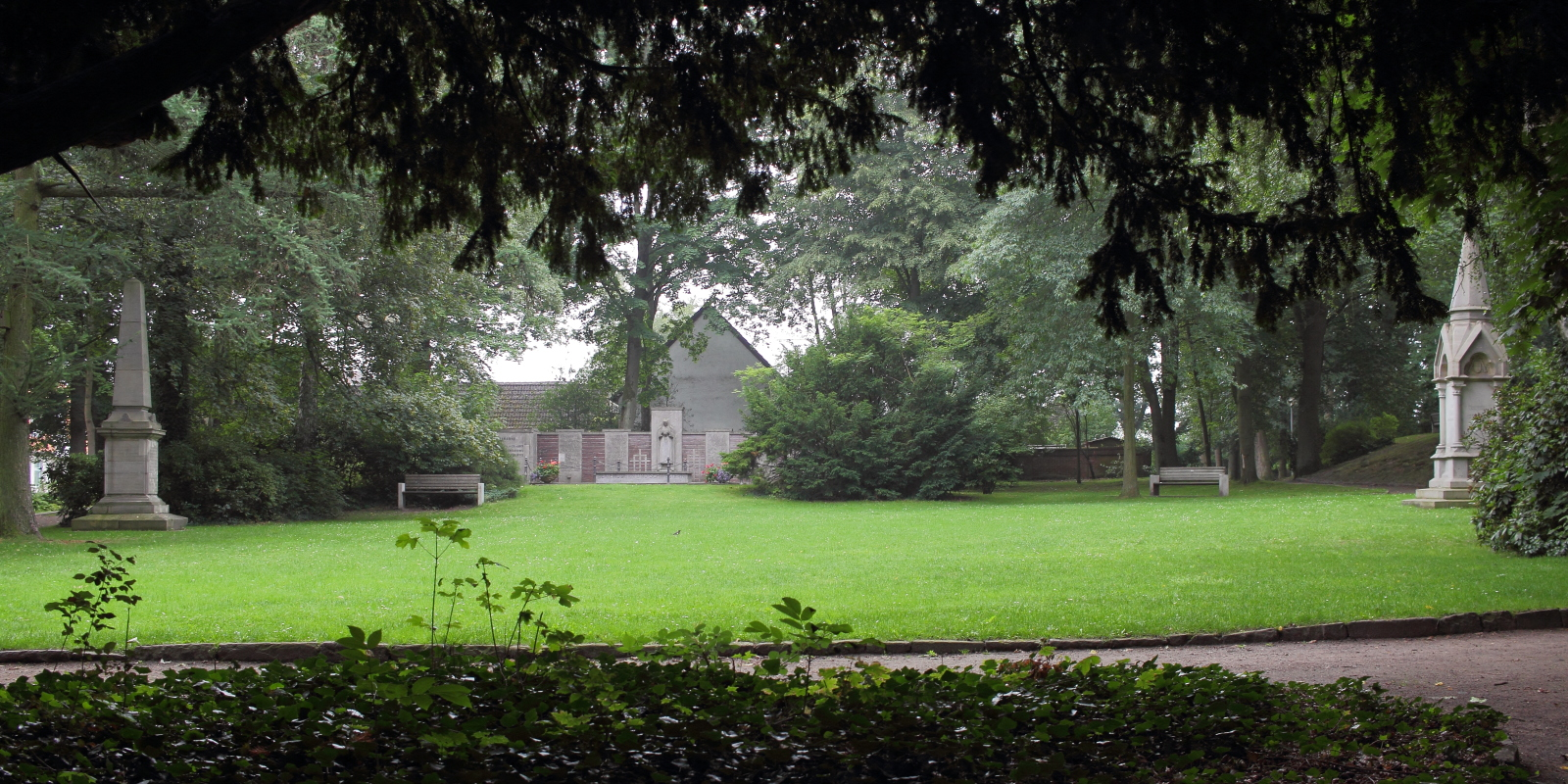
Rathauspark (Generationenpark)

1712 besetzten die Dänen das Herzogtum Bremen. Ihnen und der schwedischen Krone kaufte der Kurfürst von Hannover die Herzogtümer 1715 bzw. 1719 ab. Während des Siebenjährigen Krieges und der Napoleonischen Kriege waren die Herzogtümer wechselnden Besetzungen unterworfen, bis sie 1814 auf dem Wiener Kongress in das Königreich Hannover eingegliedert wurden.
In die hannoversche Zeit fallen 1782 der Ankauf eines Hauses, das in der Folgezeit als Amtshaus genutzt wurde, sowie 1789 der Bau und 1835 die Aufstockung des Gefängnisses, genannt Pforthaus. Während das Pforthaus und die Remise des Amtshauses erhalten blieben, wurde das Amtshaus, später Landratshaus genannt, 1976 abgerissen. Hier steht das 1993 errichtete „neue Rathaus“ nach Plänen von Volkhard Meyer-Burg (Bremen). In der Remise des Amtshauses befand sich von 1989 bis Januar 2015 die Stadtbibliothek. Das alte Rathaus, eine 1929 angekaufte Villa, ist heute Sitz des Amtsgerichts. Der am alten Rathaus gelegene Park wird seit 2008 als Generationenpark genutzt und bietet dem Besucher Raum für Sport und Spiel.
Zu den Reformen im Königreich Hannover gehörte 1852 die Trennung von Verwaltung und Justiz; aus dem Gohgericht wurde das Amtsgericht, und das Amt Achim hatte einen Amtshauptmann an der Spitze.
Die beginnende Industrialisierung erlebten die Achimer 1847 mit dem Bau der Eisenbahnstrecke Bremen – Wunstorf (Hannover). Durch seine günstige Lage bekam Achim zunächst einen Haltepunkt, dem 1852/53 der Bau des Bahnhofsgebäudes folgte. 1865 hielt die erste stationäre Dampfmaschine in der neu erbauten Dampfmühle ihren Einzug. Bis zu diesem Zeitpunkt war Achim noch ein reines Bauerndorf, in dem die Bevölkerung überwiegend von der Landwirtschaft lebte.
1854 war das Königreich Hannover, im Gegensatz zur nahen Hansestadt Bremen, dem Deutschen Zollverein von 1833 beigetreten. Nun vollzog sich eine bessere wirtschaftliche Entwicklung. Durch den verhängten Zoll verteuerten sich die in Bremen hergestellten Tabakerzeugnisse bei der Ausfuhr in die Staaten des Zollvereins. Die bremischen Zigarrenfabrikanten reagierten auf diesen Nachteil mit der Verlegung ihrer Fabriken in das hannoversche Ausland. So wurde Achim zu einer Hochburg der Zigarrenherstellung und blieb es bis zum Anfang des 20. Jahrhunderts. In einem der ersten Fabrikgebäude befindet sich heute nach entsprechendem Umbau die Grundschule am Paulsberg. Gleich zweimal wird heute an die Blütezeit der Tabakverarbeitung in Achim gedacht. In der Fußgängerzone vor dem Rathaus steht das Zigarrenmacherdenkmal und im Lesegarten der Stadtbibliothek die Skulptur „Der Vorleser“.

### Ab 1866: Achim in Preußen
Nach dem Deutschen Krieg von 1866 wurde das Königreich Hannover von Preußen annektiert und zur Provinz Hannover. Preußen gliederte das Gebiet in Ämter und Kreise; Achim wurde 1885 Kreisstadt mit einem Landrat an der Spitze. 1932, bei einer Verwaltungsreform, vereinigte Preußen den Kreis Achim und den Kreis Verden zum Landkreis Verden, mit Verden als Kreisstadt. Der Altkreis Achim verlor mit Hemelingen und dessen heutigen Ortsteilen Mahndorf, Arbergen und Sebaldsbrück wirtschaftlich starke Gemeinden an Bremen.
Mit dem Bau der Bahnstrecken zwischen Bremen und Hannover sowie der sogenannten Amerikalinie von Bremen über Uelzen nach Berlin bzw. Magdeburg erhielt Achim 1847 einen Bahnhof. Die Eisenbahn brachte auch die ersten Touristen nach Achim, Baden und Uphusen. In allen Orten gab es größere Ausflugslokale. Baden, mit seinem abrupt abfallenden Weserhang und dem weiten Blick über die Weserniederung, wurde zu einem Anziehungspunkt, der von auch Ausflugsdampfern angefahren wurde. 1889 wurde der Bürgerpark Achim angelegt.
Mit der Ansiedlung einer Brotfabrik (1902) und einer Maschinenfabrik mit Brunnenbohranstalt (1904) entstand im Bereich des Bahnhofs ein erstes Industriegebiet. Ebenfalls 1904 nahmen in Uesen und 1926 in Uphusen zwei Hartsteinwerke ihre Produktion auf und setzten damit eine um 1827 begonnene, aber später zum Erliegen gekommene Ziegelfabrikation fort.
Um 1890 wurde das Telefonnetz angelegt. Die Straßenbeleuchtung mittels Petroleumlampen wurde ab 1900 durch Gaslaternen ersetzt. Die deshalb erforderliche  Acetylengas-Anstalt wurde 1909/10 durch ein Steinkohlegaswerk der Gaswerke Achim AG ersetzt, die auch den Energiebedarf der Haushalte versorgte. 1965 erfolgte die Umstellung auf Erdgas. 1924 kam der Anschluss an das Elektrizitätsversorgungsnetz. Heute (2012) liegt die Energieversorgung der Stadt in den Händen der Stadtwerke Achim AG.
Im Uesener Dünengebiet, einst Militärgebiet der Reiterei, entstand 1916 ein Öllager für die Marine. Nach 1945 erfolgte die Sprengung der Tanks. Mit Gründung der Bundeswehr entstand auf dem Öllagergelände ein Kasernenbau, in den Ende 1957 die ersten Soldaten einzogen. Mit der Bundeswehrreform wurde die Steuben-Kaserne Achim Ende 2003 geschlossen; hier entstehen Wohnhäuser. Das einstige Übungsgelände wurde zum Stadtwald.
In der Zeit des Nationalsozialismus bildete Achim ein regionales Zentrum dieser Bewegung. Die Synagoge und der jüdische Friedhof wurden zerstört, jüdische Mitbürger vertrieben und ermordet und es gab Zwangsarbeitslager in Uphusen und Uesen. 1945, am Ende des Zweiten Weltkrieges, wurde auch die 1928 eingeweihte Weserbrücke in Uesen gesprengt.

### Achim nach 1945

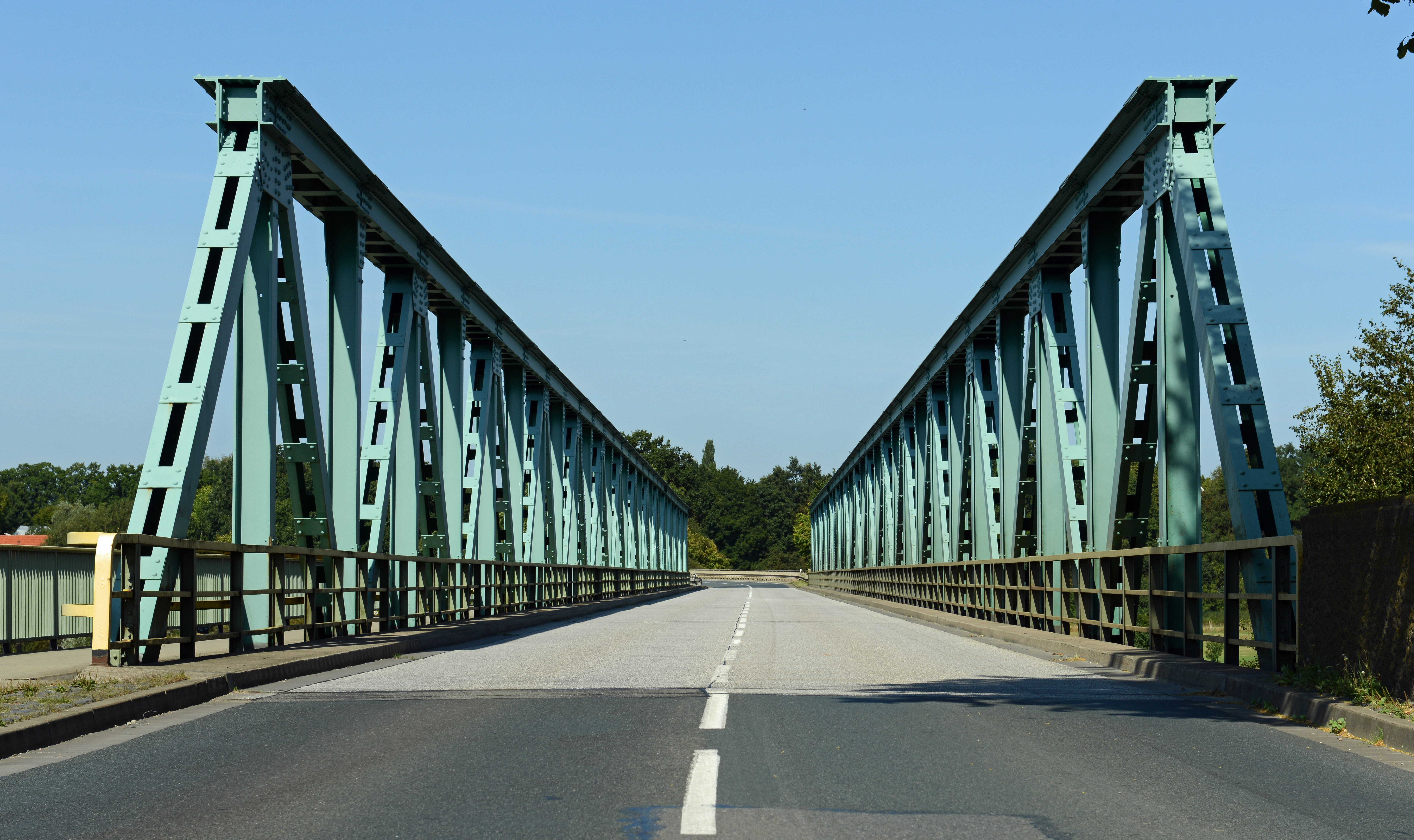
Weserbrücke bei Achim-Uesen

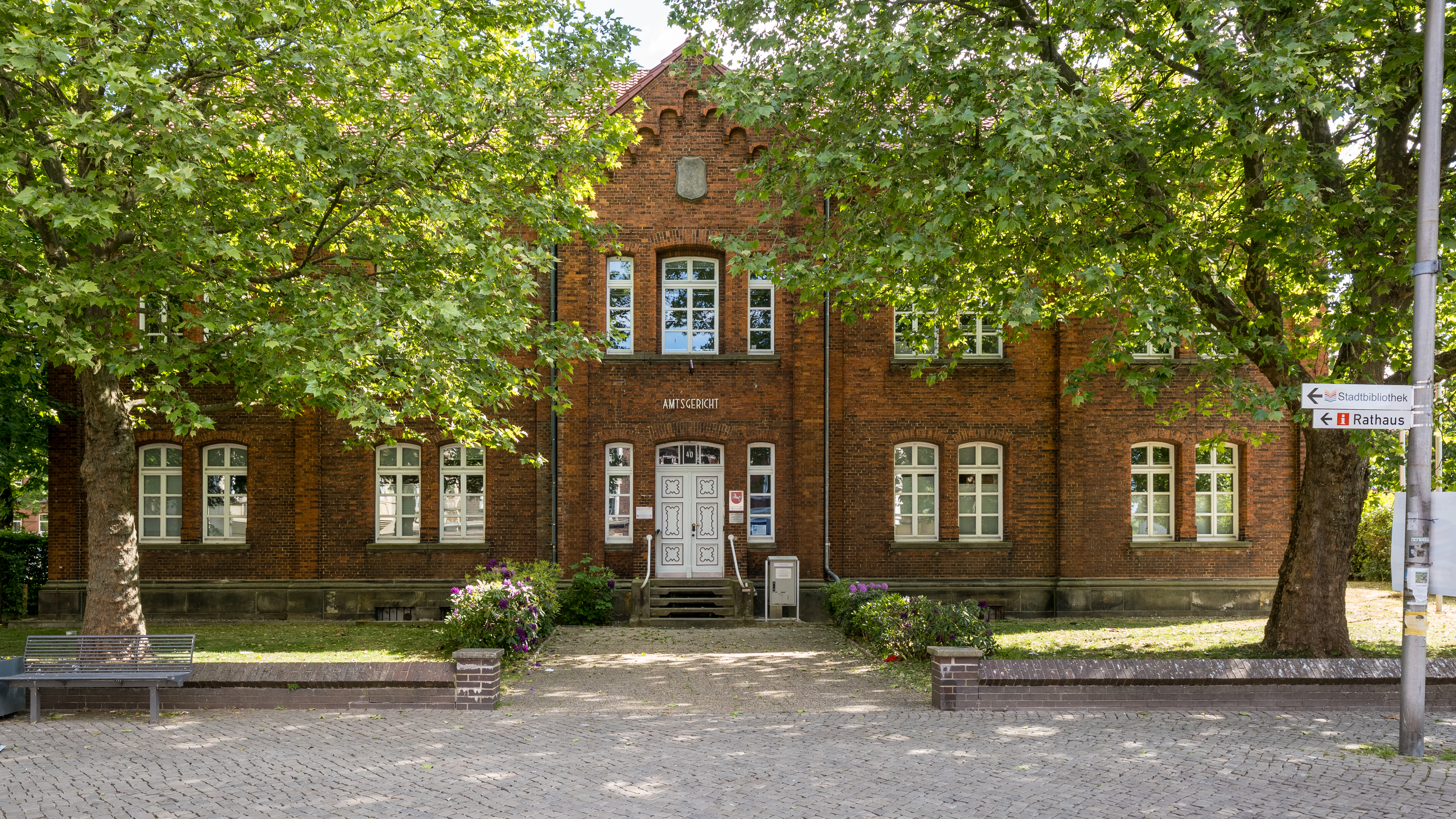
Amtsgericht an der Obernstraße

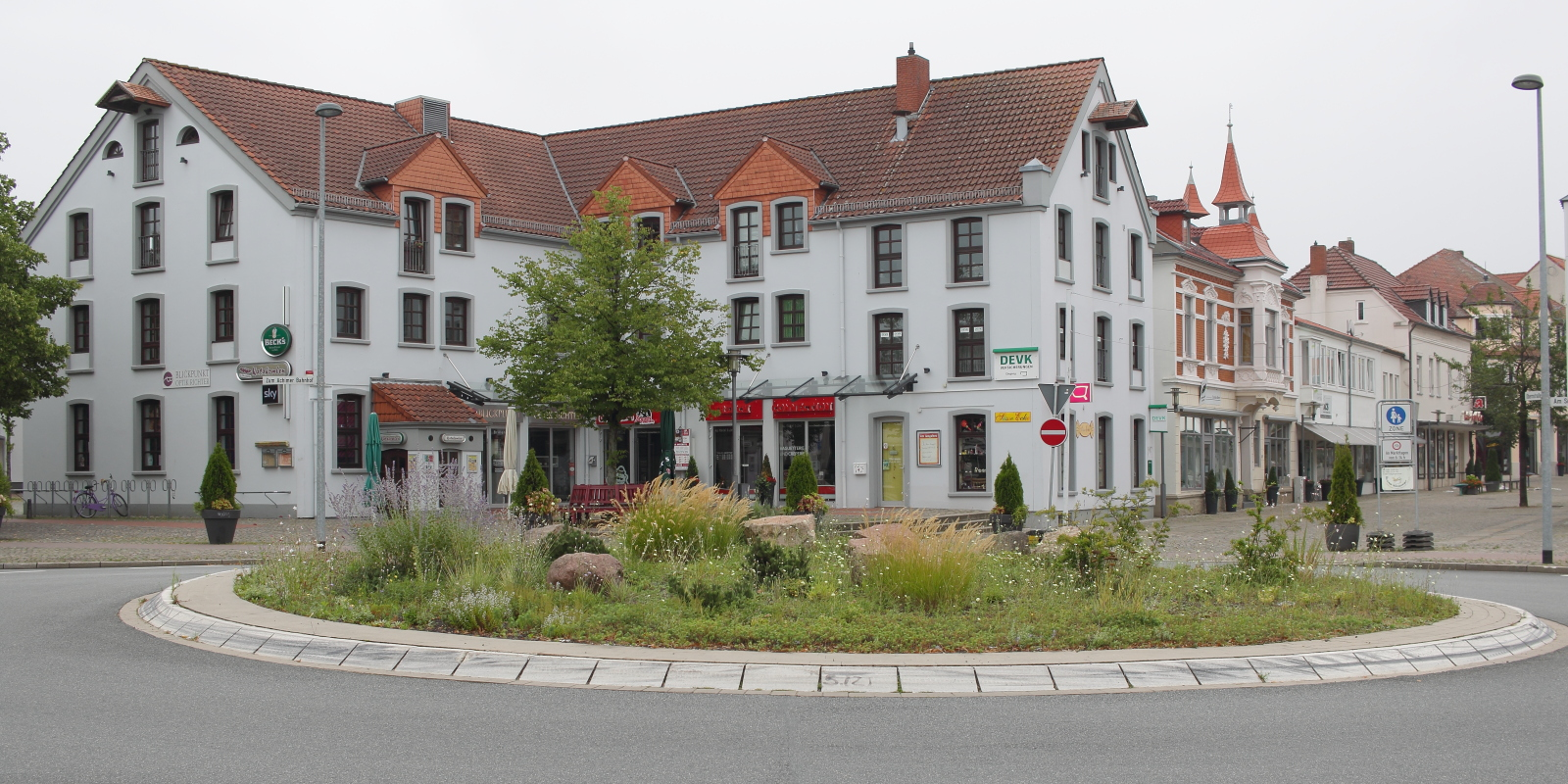
Blick vom Kreisel auf den Beginn der Fußgängerzone (Obernstr.)

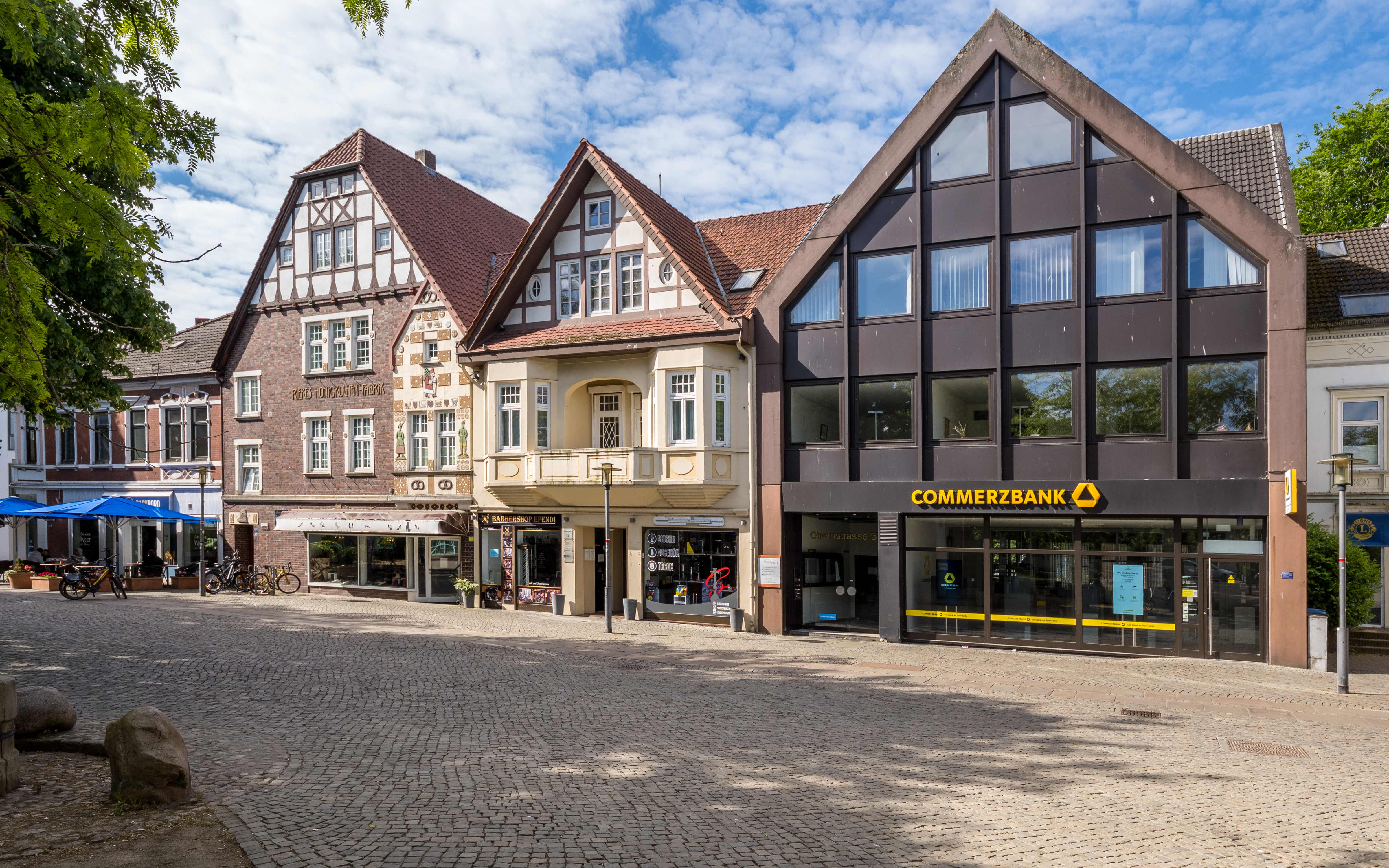
Obernstrasse in Achim

Diese wichtige Verkehrsverbindung zwischen Achim und Thedinghausen wurde 1951 mit dem Neubau der Brücke wiederhergestellt. Ab 1948 konnte der Ausbau der 1927 begonnenen Abwasserkanalisation und die zentrale Wasserversorgung über das gesamte Stadtgebiet fortgeführt werden. Das anfallende Abwasser wurde zunächst in der Marsch verrieselt und seit 1964 in einer Kläranlage gereinigt. Für die Trinkwasserförderung waren im Stadtgebiet Brunnen angelegt. Seit 1966 liefert das Wasserwerk Wittkoppenberg das Trinkwasser.
Seit 1945 stieg die Einwohnerzahl Achims, das 1949 das Stadtrecht erhielt, ständig an, bedingt durch ostdeutsche Vertriebene und nach 1965 durch Gastarbeiter u. a. aus der Türkei. Ebenso haben in den 1960er Jahren viele Bremer in Achim ein neues Zuhause gefunden. Als größtes Wohnungsbauprojekt entstand ab 1964 nördlich der Eisenbahn das fernwärmeversorgte Wohngebiet Achimer Vahr, heute als Magdeburger Viertel bezeichnet. Ab 2000 wurden einige Hochbauten abgerissen.
Die höchste Düne, der Kosakenberg, diente früher als Aussichtspunkt über das Wesertal. Nach 1945 fiel der Baumbestand der Brennstoffknappheit zum Opfer und kurz darauf wurde der Sand der Düne im nahen Kalksandsteinwerk Uesen zu Mauersteinen verarbeitet. Hier entstand ab 1949 die Bürgerparksiedlung.
Nach 1945 boten Betriebe wie die DESMA, die Werkzeugfabrik Heller, ein Leichtmetallwerk des Automobilherstellers Borgward, der Tierfutterhersteller Vitakraft und die Bekleidungsfabrik Runken viele Arbeitsplätze; im Laufe der Jahre sind viele weitere Betriebe hinzugekommen.
1962 erfolgte der Bau der Autobahn A 27 mit zwei Anschlussstellen für Achim. 1990 kam eine Umgehungsstraße für den Stadtkern. Die Obernstraße im Innenstadtbereich ist seit 1991 Fußgängerzone.
1598 stiftete Gohgrefe Lüder Clüver eine Schule, die man als den Vorläufer der heutigen Hauptschule betrachten kann. 1927 öffnete die heutige Realschule als Mittelschule ihre Pforten. Heute verfügt die Stadt über sechs Grundschulen, zwei Förderschulen und zwei Gymnasien (1971 und 2006 gegründet). 1949 wurde eine Volkshochschule gegründet. Seit 1974 besteht in Achim die Kreismusikschule Verden.
Neben den Hallen- und Rasensportstätten steht dem Schwimmsport seit 1962 ein Freibad zur Verfügung, seit 1971 eine Lehrschwimmhalle und seit 1978 ein Hallenbad.
Achim ist heute das Zentrum im Nordteil des Landkreises Verden.

### Eingemeindungen
Am 1. Juli 1972 wurden die Gemeinden Baden, Bierden, Bollen, Embsen, Uesen und Uphusen eingegliedert.

## Politik

### Stadtrat
Der Rat der Stadt Achim besteht aus 38 Ratsmitgliedern. Dies ist die festgelegte Anzahl für eine Gemeinde mit einer Einwohnerzahl zwischen 30.001 und 40.000 Einwohnern. Die Ratsmitglieder werden durch eine Kommunalwahl für jeweils fünf Jahre gewählt. Neben den 38 in der Stadtratswahl gewählten Mitgliedern ist außerdem der hauptamtliche Bürgermeister im Rat stimmberechtigt.
Nach den Kommunalwahlen 2011, 2016 und 2021 ergaben sich folgende Sitzverteilungen:

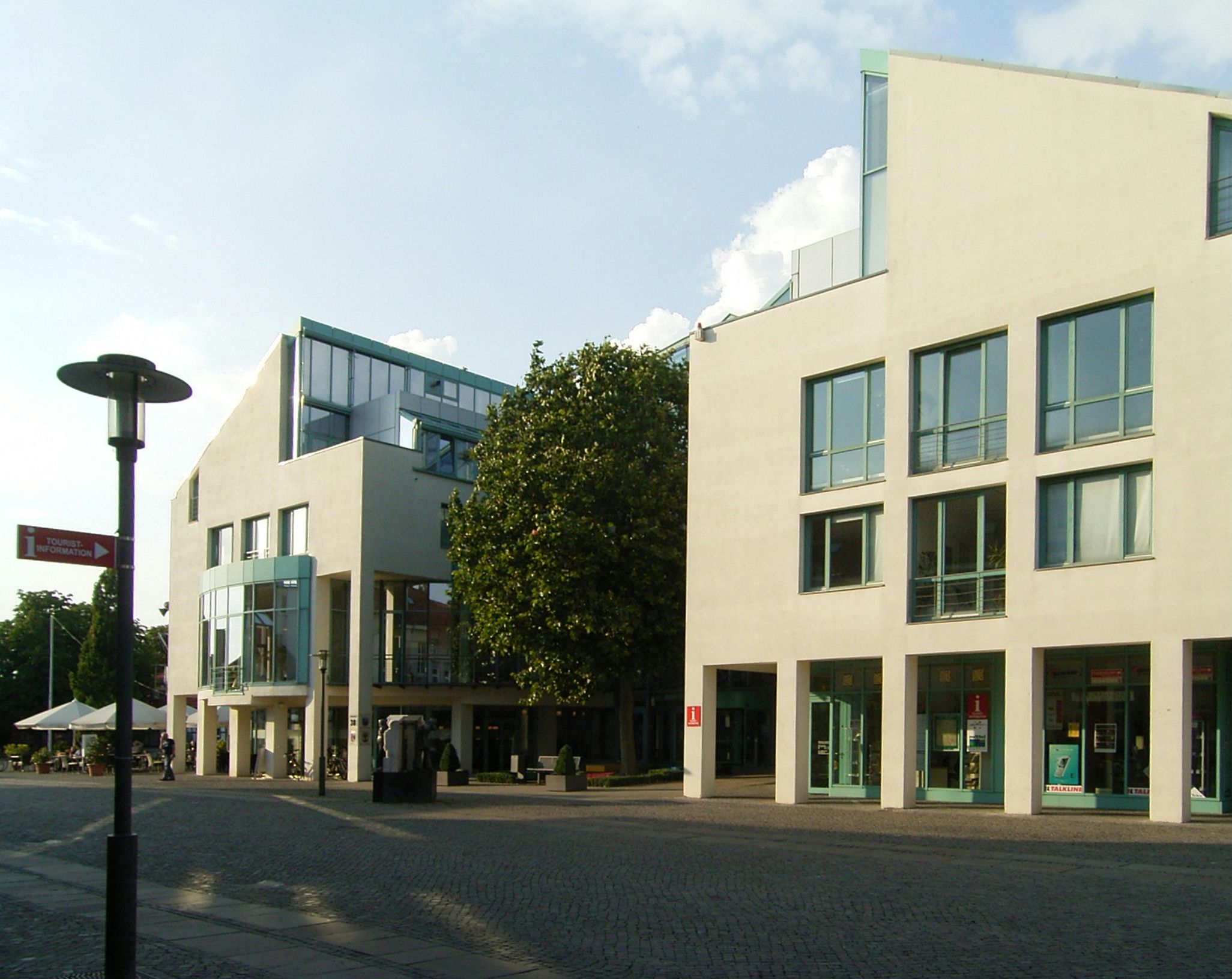
Fußgängerzone mit Achimer Rathaus (Architekt: Volkhard Meyer-Burg)

| Partei / Liste | Partei / Liste | Sitze 2021 | Sitze 2016 | Sitze 2011 |
| -------------- | -------------- | ---------- | ---------- | ---------- |
|                | CDU            | 12         | 12         | 13         |
|                | SPD            | 11         | 13         | 14         |
|                | GRÜNE          | 7          | 5          | 7          |
|                | FDP            | 3          | 3          | 1          |
|                | AfD            | 2          | –          | –          |
|                | WGA            | 1          | 3          | 2          |
|                | Linke          | 1          | 1          | 1          |
|                | Freie Wähler   | 1          | –          | –          |
|                | Einzelbewerber | 0          | 1          | –          |

### Bürgermeister
- 1945: Johann Gröffel
- 1945–1946: Fritz Rübeck
- 1946–1959: Friedrich Grothen
- 1959–1968: Georg Osmers
- 1968–2006: Christoph Rippich, SPD
- 2006–2014: Uwe Kellner, parteilos
- Seit 2014: Rainer Ditzfeld, parteilos

### Ehrenbürgermeister
- Christoph Rippich

### Wappen
| Wappen von Achim | Blasonierung: „Gespalten von Rot und Silber (Weiß); vorne ein aufrechter nach links gekehrter silberner (weißer) Kreuzbartschlüssel, hinten eine aus dem Schildrand wachsende schwarze Bärentatze.“ |
| Wappen von Achim | Wappenbegründung: Das Wappen wurde erstmals am 5. September 1930 vom preußischen Staatsministerium verliehen und am 31. März 1948 vom niedersächsischen Innenminister bestätigt. Es handelt sich um eine um von Gustav Völker 1929 entworfene Kombination des Wappens des Erzstiftes Bremen mit dem Wappen der Adelsfamilie der Clüver, die vom 15. bis zum 17. Jahrhundert zehn Gografen des Gogerichts Achim stellte. Der Bremer Schlüssel erinnert an die Zugehörigkeit zum Herzogtum Bremen-Verden. |

### Flagge
|  | 000Hissflagge: „Die Flagge ist gelb mit dem aufgelegten Wappen in der Mitte.“ |

### Partnerschaften
- Städtepartnerschaften existieren mit
  - der Stadt Nowa Sól (dt. Neusalz an der Oder) in Polen seit 1989,
  - der Kreisstadt Cēsis (dt. Wenden) mit ca. 26.000 Einwohnern in Lettland seit 1992.
- Achim ist im Kommunalverbund Niedersachsen/Bremen vertreten.
- Die Realschule pflegt Kontakte und Schüleraustausch mit der französischen Stadt Nantes.

## Sehenswürdigkeiten

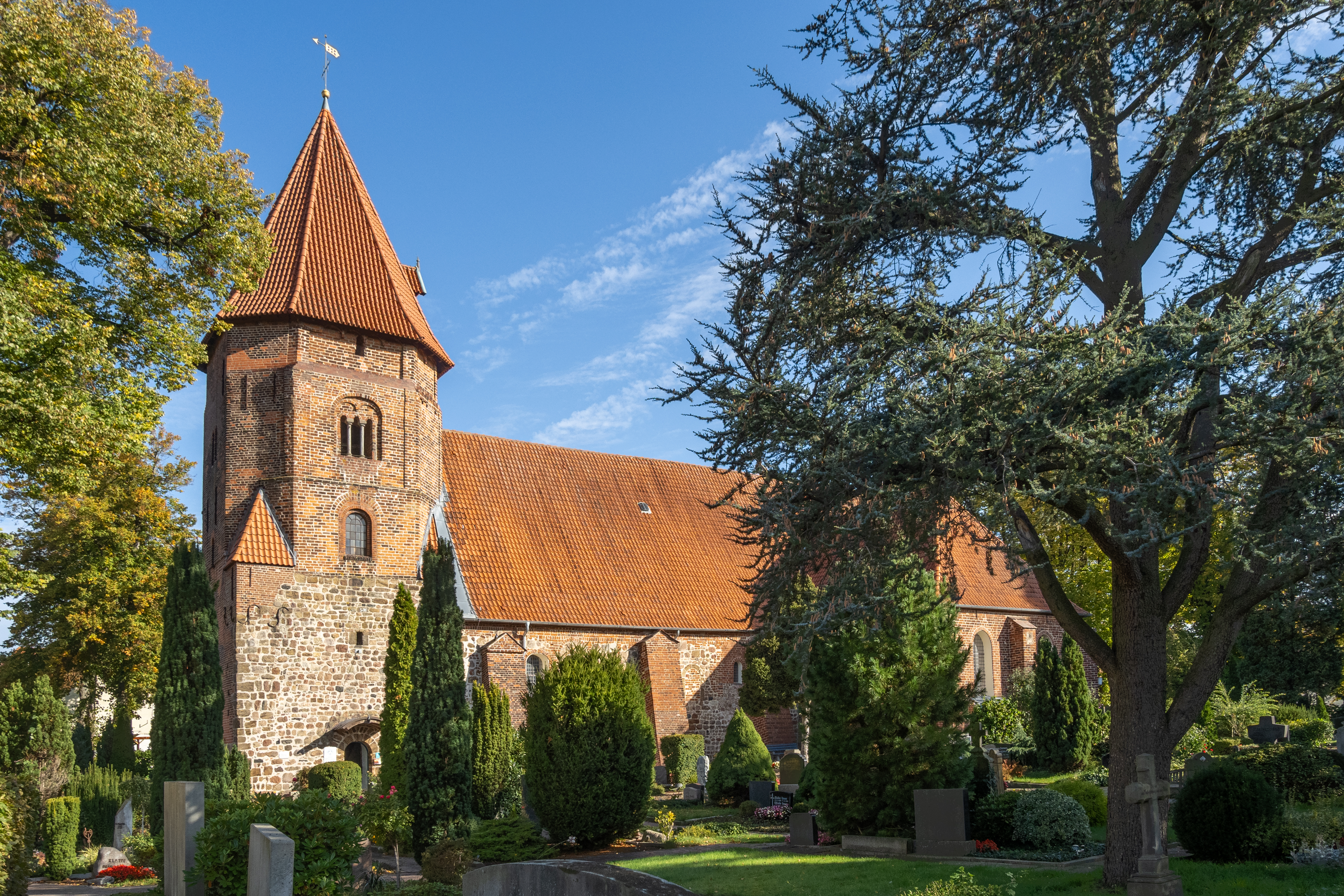
St. Laurentius-Kirche

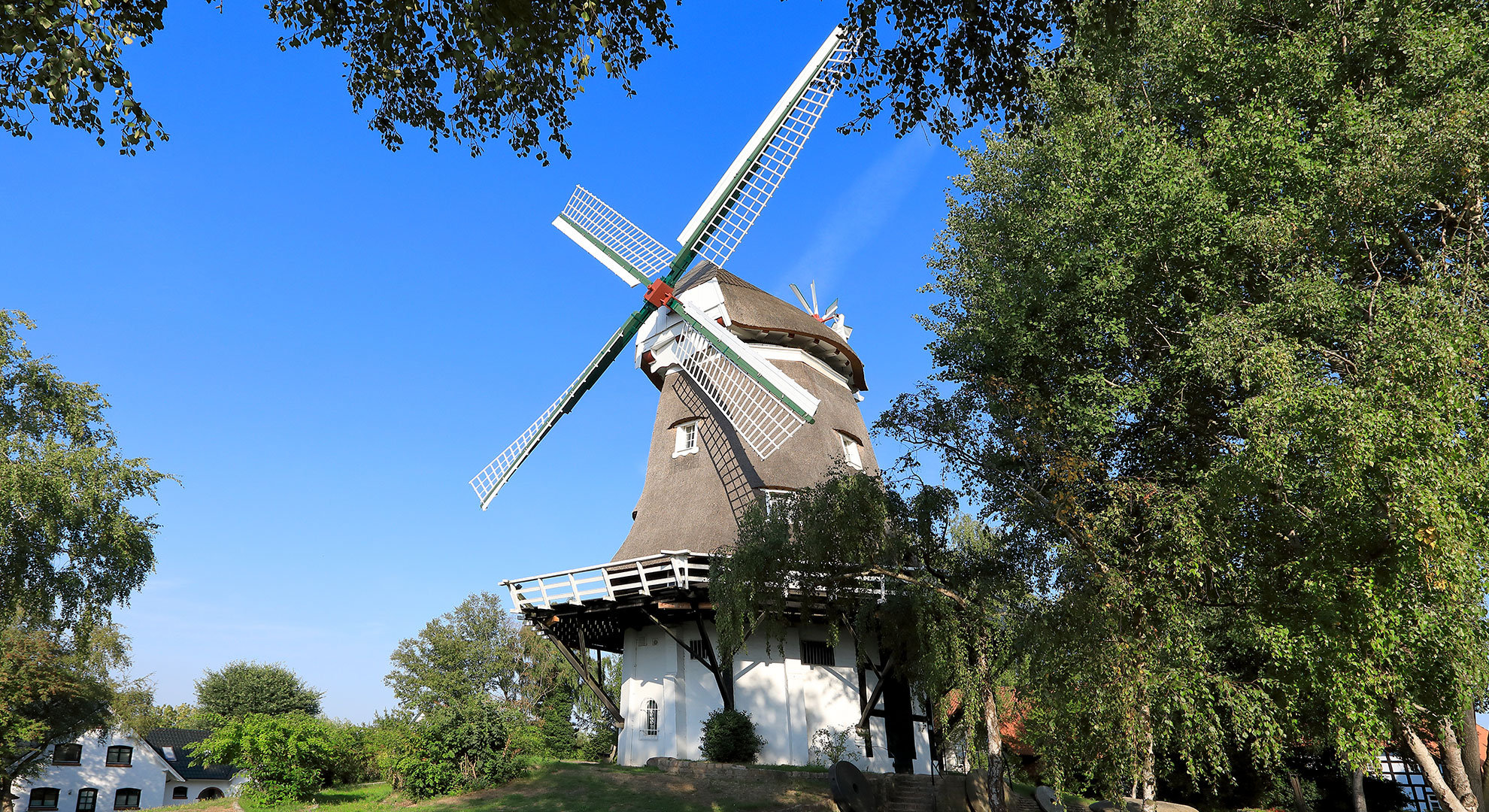
Windmühle Achim

Siehe auch Liste der Baudenkmale in Achim

### St.-Laurentius-Kirche
Achims ältestes Bauwerk, geweiht dem heiligen Laurentius von Rom, 1257 erste Erwähnung einer Kirche in Achim, ursprüngliche romanische Feldsteinbau, erweitert und umgebaut, Chores und Querschiff aus der ersten Hälfte des 14. Jahrhunderts, die Flachdecke aus Holz erhielt von 1350 bis 1500 ein spätgotisches Rippengewölbe, Barock-Altar von 1750, Renovierung in den 1960er Jahren.

### Jüdischer Friedhof Achim
Auf dem Jüdischen Friedhof Achim, der an der Straße „An der Bahn“ liegt, befinden sich 56 Grabsteine für Juden aus Achim und Umgebung, die in den Jahren 1867 bis 1935 verstorben sind. Der Friedhof ist ein Kulturdenkmal.

## Öffentliche Einrichtungen

### Allgemeine Einrichtungen
- Das Rathaus Achim in der Obernstraße 38 mit dem Stadtarchiv, dem Bürgerbüro und der Bürgerstiftung Achim
- Die Stadtbibliothek mit über 30.000 Medien. Die Bibliothek teilt sich auf in die Zentrale im Rathaus und die Ortsteilbüchereien in Baden, Bierden, Uesen und Uphusen.
- Das Polizeikommissariat Achim
- Krankenhäuser: Achim ist neben Verden Standort der Aller-Weser-Klinik, eines Krankenhauses im ProDiako-Verbund in kommunaler Trägerschaft.
- Die Bundesagentur für Arbeit in der Lindhooper Straße 9 in Verden
- Die Kreisstraßenmeisterei in Verden-Nord
- Der Ortsverband Achim des Technischen Hilfswerks

### Bildung
In Achim gibt es folgende Bildungseinrichtungen:
- Die sechs Grundschulen
- Die Integrierte Gesamtschule Achim
- Das Gymnasium am Markt („GamMa“)
- Das Cato Bontjes van Beek-Gymnasium
- Die Erich Kästner-Schule für Lernhilfe
- Die Primärstufe der Janusz Korczak-Schule in Verden
- Die Stadtwaldschule (bis 2016)[9]
- Die Kreismusikschule mit der Geschäftsstelle in Verden
- Die Volkshochschule Achim im Cato-Gymnasium
- Die Kreisvolkshochschule in Verden

Die Hauptschule Achim (Liesel-Anspacher-Schule) und die Realschule Achim wurden mit dem Ende des Schuljahres 2021/2022 aufgelöst und durch die Integrierte Gesamtschule Achim ersetzt.

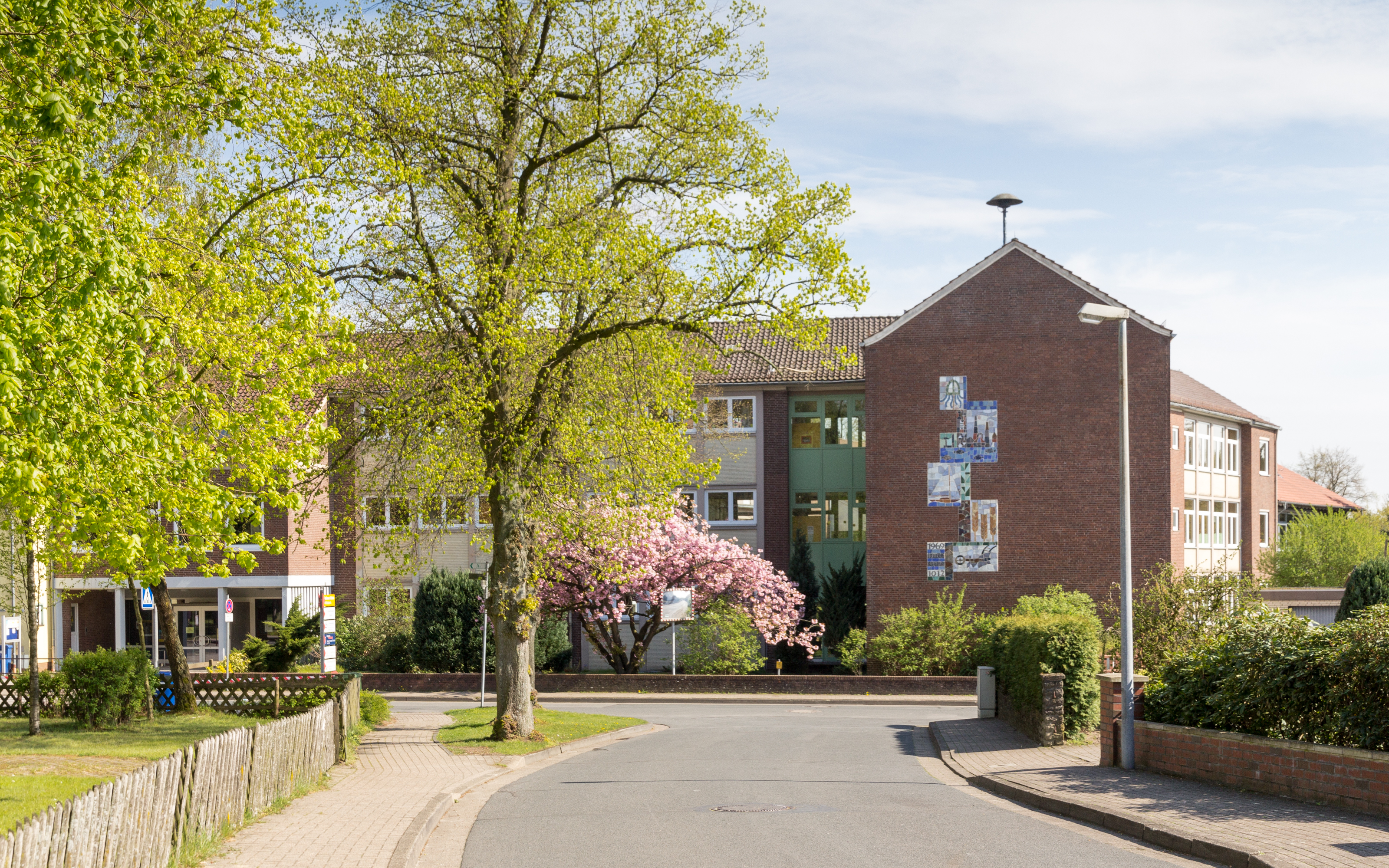
Grundschule Baden
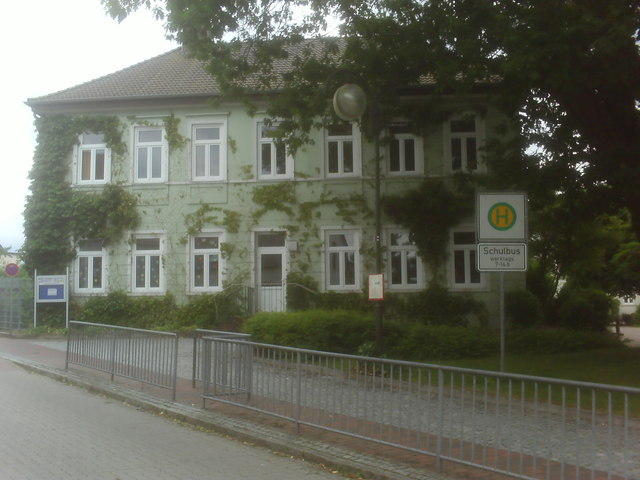
Grundschule am Paulsberg
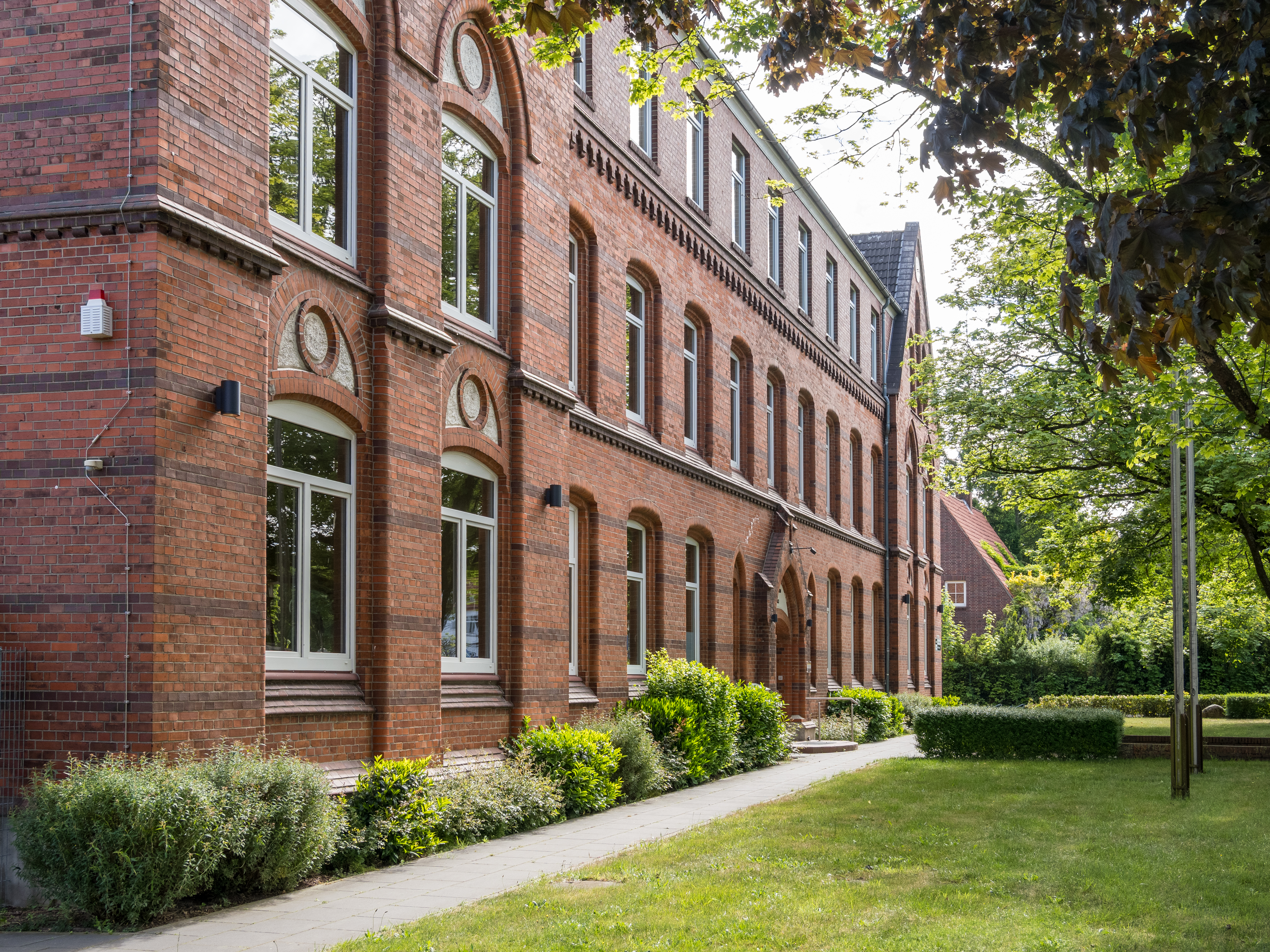
Gymnasium am Markt
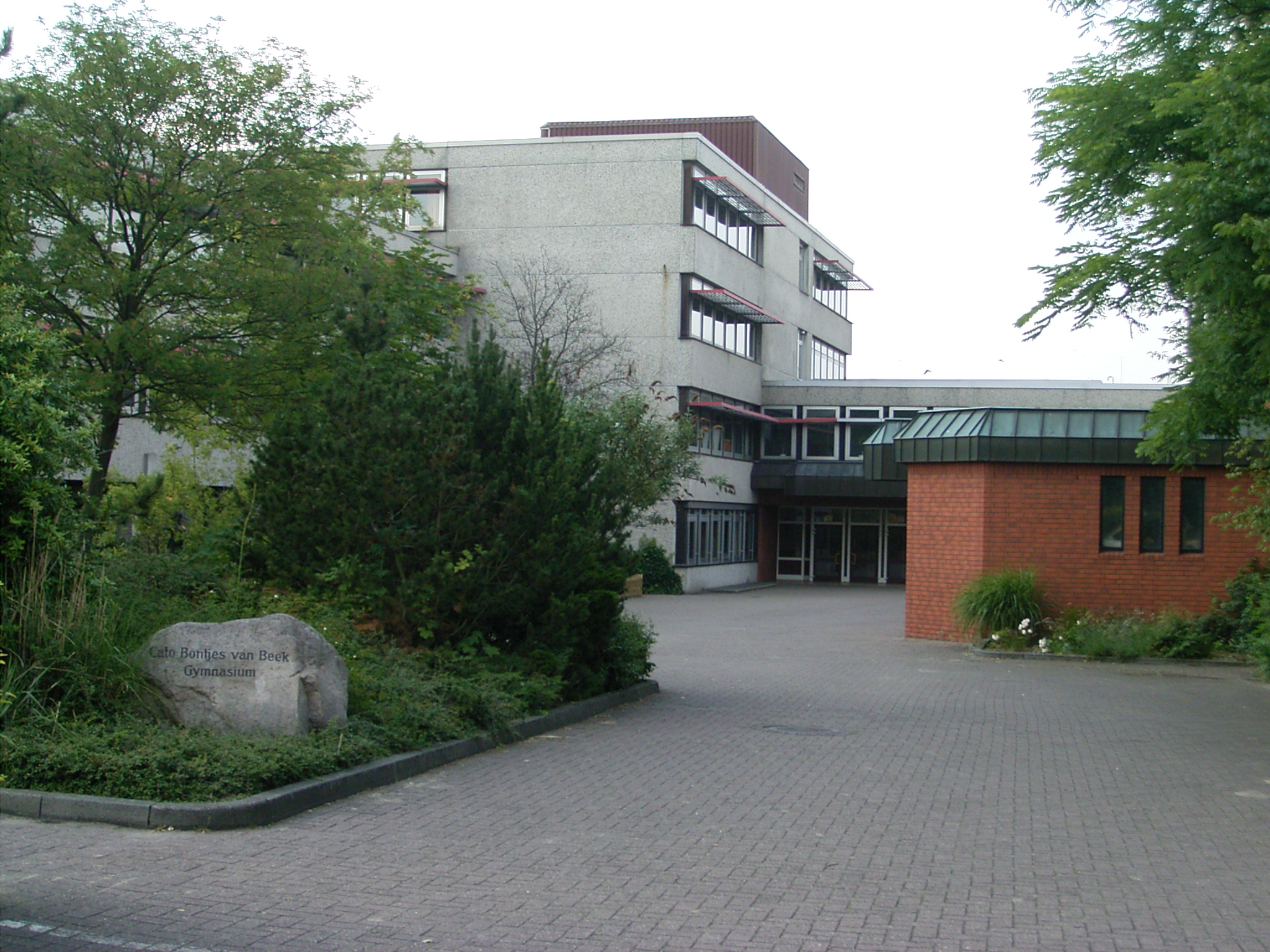
Cato Bontjes van Beek-Gymnasium
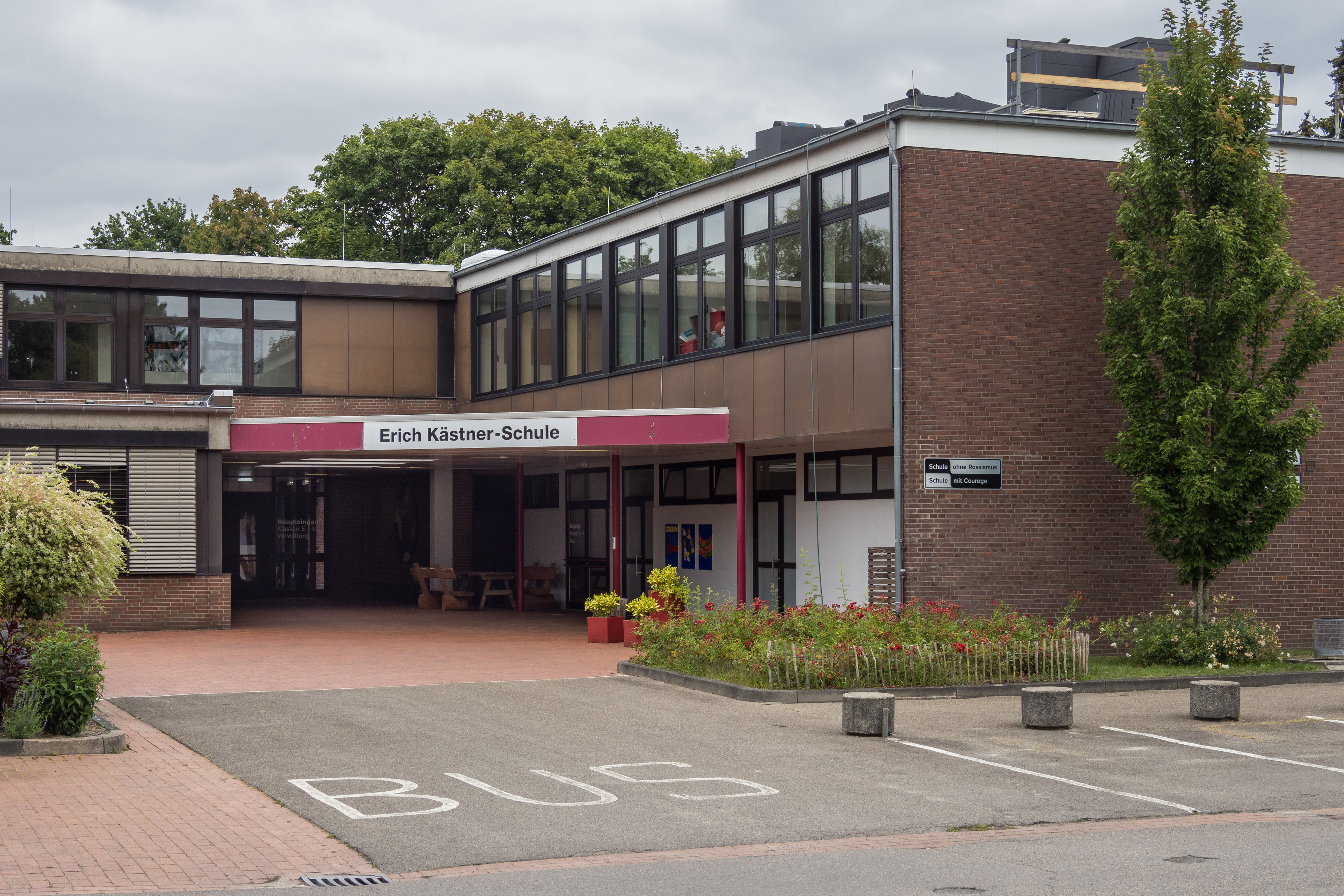
Erich-Kästner-Schule

### Soziales
- Erziehungsberatungsstelle Verden und Nebenstelle Achim
- Die ALV – Jugendwerkstatt in Achim, Burgfeld und Verden
- Achimer Bündnis für Familie
- Senioren- und Behindertenbeirat der Stadt Achim
- Seniorentreffs und Heime wie das Städtische Seniorentreff, die DRK-Heime in Achim, Baden und Uphusen, das AWO-Treff Uphusen, das Seniorenzentrum Achim, das Altenwohn- und Pflegeheim Badener Berg etc.

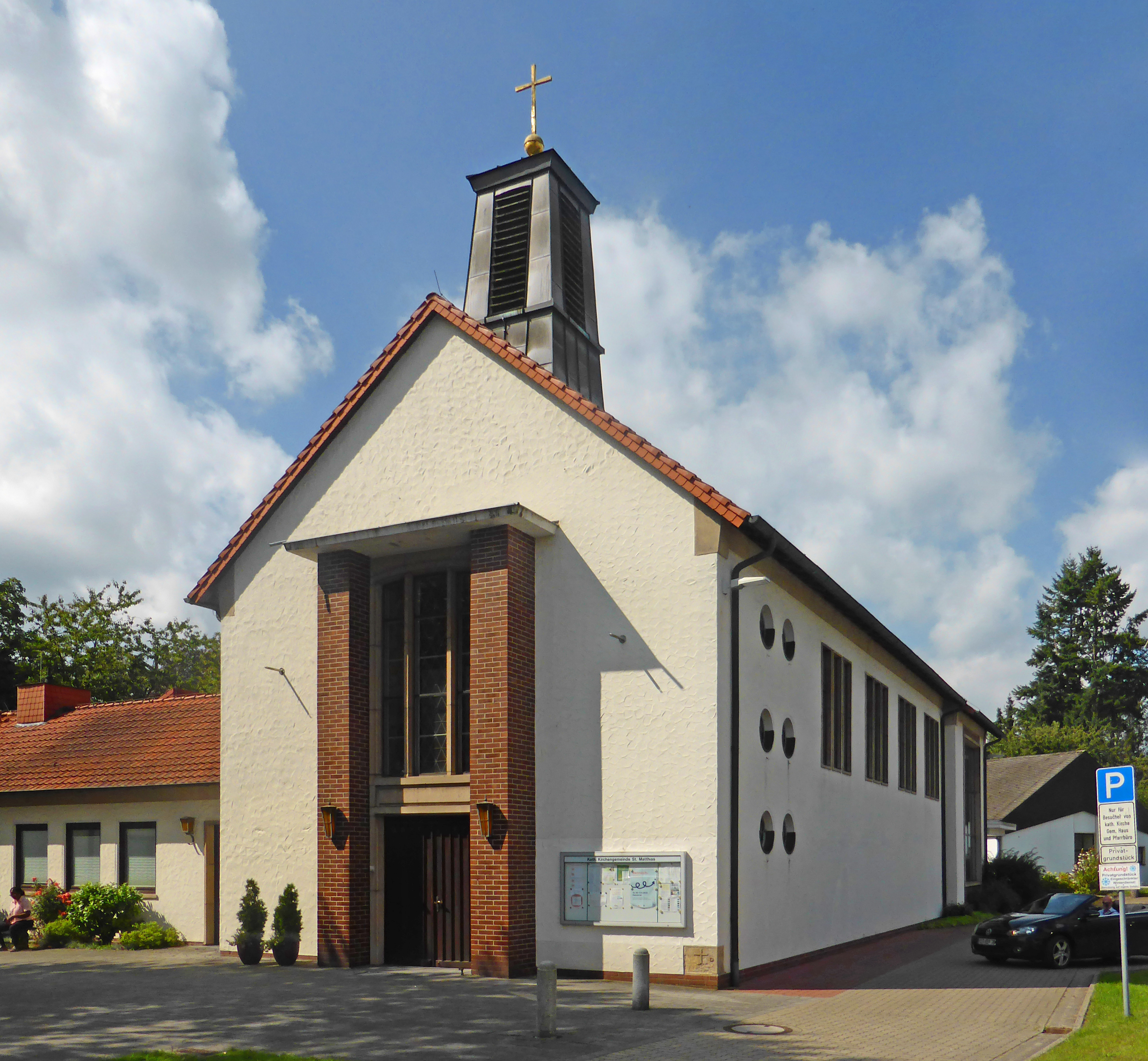
St.-Matthias-Kirche

### Religion und Kirchen
- Der Großteil der konfessionell gebundenen Einwohner gehört der evangelisch-lutherischen Kirche an. Dazu gehören:
  - Ev.-luth. St.-Laurentius-Kirchengemeinde Achim
  - Ev.-luth. Kirchengemeinde Baden
- Katholische St.-Matthias-Kirche in der Meislahnstraße
- Neuapostolische Kirche in der Bergstraße
- Die Angehörige des Islams: Moschee Ravzi Camii im Norden der Stadt[10]

### Vereine
- Schützen- und Sportvereine
- Kunstverein Achim
- Freiwillige Feuerwehren
- Pfadfinderstamm des Bund der Pfadfinderinnen und Pfadfinder BdP Wikinger Achim
- SG Achim/Baden
- TV Baden: Volleyball-Männer in der  2. Bundesliga.
- Achimer Golfclub (AGC)
- Geschichtswerkstatt Achim, Verein für Regionalgeschichte

## Wirtschaft und Verkehr

### Wirtschaft
In Achim sind mehrere internationale Unternehmen angesiedelt, unter anderem ein Amazon-Logistikzentrum. Unternehmen befinden sich in den Gewerbegebieten Achim-Ost, Bierdener Mehren, Baden, Uesen, Uphuser Mehren, An der Eisenbahn, beim Bremer Kreuz, an der Bremer Straße und in dem Desma Technologiepark.

### Verkehr

#### Bahn

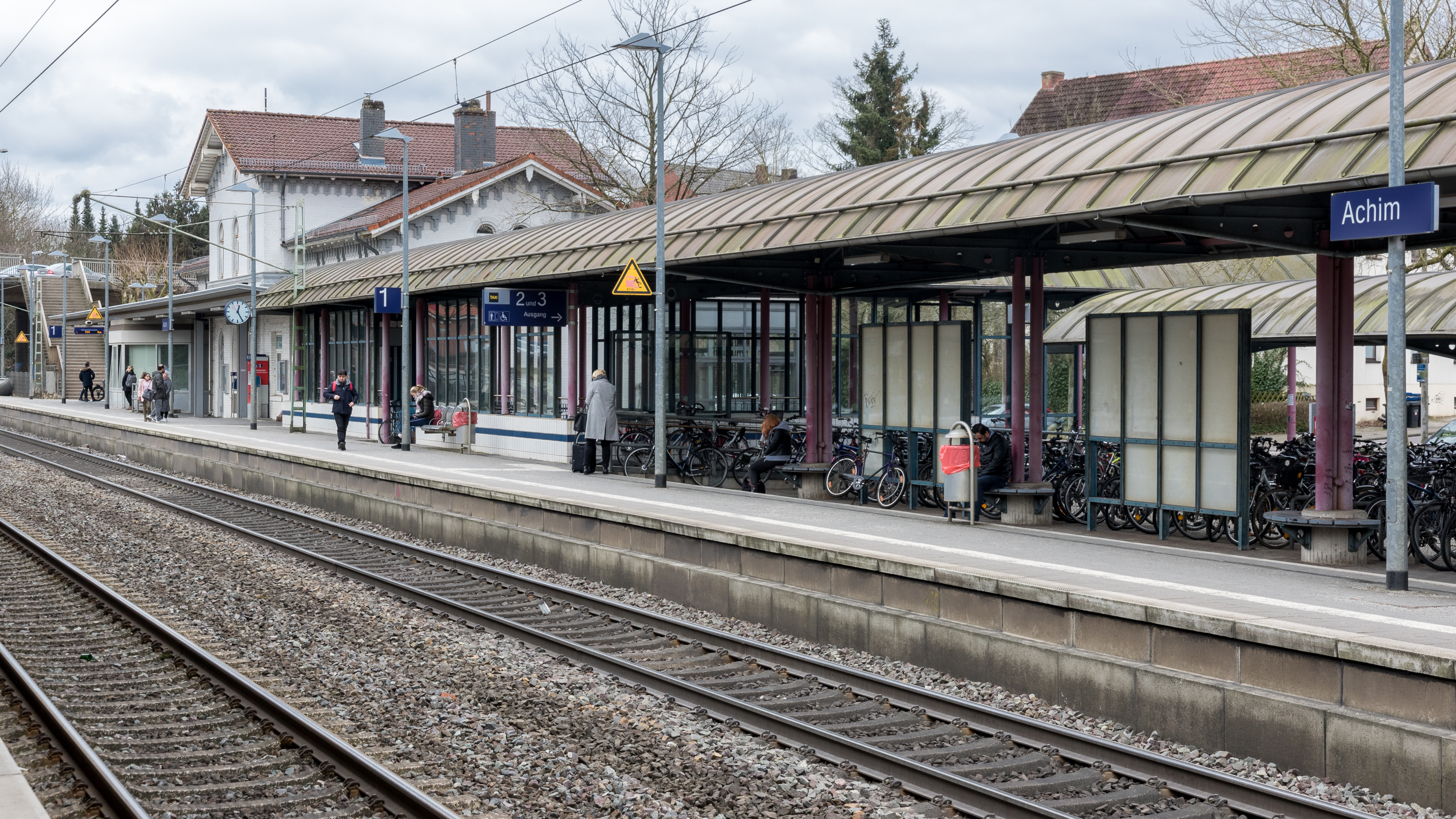
Bahnhof Achim

Achims Lage direkt an der Bahnstrecke Bremen–Hannover ermöglicht stündliche Zugverbindungen nach Bremen (zweistündlich alternierend weiter nach Norddeich Mole oder Bremerhaven-Lehe) und Hannover, mit Anschluss an den Fernverkehr. Seit Ende 2009 ist Achim wieder an die Strecke Bremen–Uelzen angebunden, nachdem Ende 2008 die Strecke auf die Relation Uelzen–Langwedel verkürzt worden war. Hier besteht ein Zweistundentakt. Mitte Dezember 2011 wurde Achim in das Netz der Regio-S-Bahn Bremen/Niedersachsen eingebunden, dessen erste Ausbaustufe Mitte Dezember 2010 in Betrieb ging. Zu den Zeiten des Berufspendlerverkehrs verkehren die S-Bahnen halbstündlich, sonst stündlich. Sie und die RE ermöglichen direkte Umsteigebeziehungen zum bremischen/hannöverschen Nahverkehr.
| Linie | Verlauf | Takt                                    | Betreiber     |
| ----- | --- | --------------------------------------- | ------------- |
| RE 1  | Norddeich Mole – Norddeich – Norden – Marienhafe – Emden – Leer (Ostfriesland) – Augustfehn – Westerstede-Ocholt – Bad Zwischenahn – Oldenburg (Oldb) – Hude – Delmenhorst – Bremen – Bremen-Mahndorf – Achim – Verden (Aller) – Dörverden – Eystrup – Nienburg/Weser – Neustadt a Rübenberge – Wunstorf – Hannover | 120 min                                 | DB Regio Nord |
| RE 8  | Bremerhaven-Lehe – Bremerhaven – Osterholz-Scharmbeck – Bremen – Bremen-Mahndorf – Achim – Verden (Aller) – Dörverden – Eystrup – Nienburg/Weser – Neustadt a Rübenberge – Wunstorf – Hannover | 120 min                                 | DB Regio Nord |
| RB 37 | Bremen – Bremen-Mahndorf – Achim – Langwedel – Visselhövede – Soltau – Munster (Örtze) – Brockhöfe – Ebstorf – Uelzen | 120 min                                 | Start         |
| RS 1  | Bremen-Farge – Bremen Turnerstraße – Bremen Kreinsloger – Bremen Mühlenstraße – Bremen-Blumenthal – Bremen Klinikum Nord/Beckedorf – Bremen-Aumund – Bremen-Vegesack – Bremen-Schönebeck – Bremen-St. Magnus – Bremen-Lesum – Bremen-Burg – Bremen-Oslebshausen – Bremen-Walle – Bremen Hbf – Bremen-Sebaldsbrück – Bremen-Mahndorf – Achim – Baden (Kr Verden) – Etelsen – Langwedel – Verden (Aller) Stand: Fahrplanwechsel Dezember 2023 | 30 min (wochentags) 60 min (Wochenende) | NordWestBahn  |

#### Linienbus und Bürgerbus

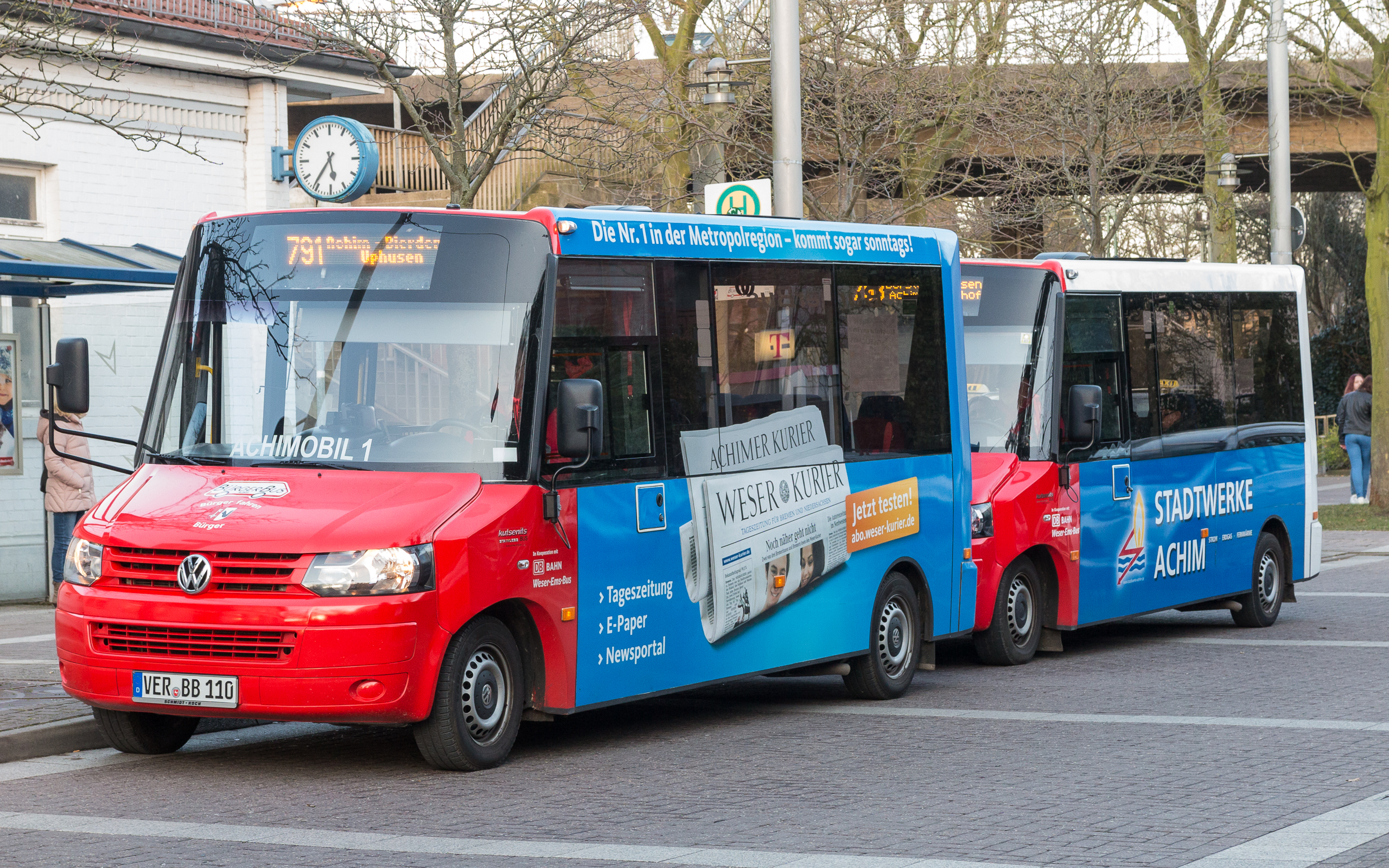
Bürgerbusse Achimobil 1 und 2 am Bahnhof

Mehrere Buslinien verbinden Achims Ortsteile miteinander und mit umgebenden Orten.
| Linie | Betreiber | Linienverlauf                          |
| ----- | --------- | -------------------------------------- |
| 702   | VBN       | Achim – Thedinghausen – Emtinghausen   |
| 703   | VBN       | Achim – Borstel / Badenermoor – Bassen |
| 733   | VBN       | Achim – Badenermoor                    |
| 739   | VBN       | Achim – Posthausen                     |
| 740   | VBN       | Achim – Bremen / Verden                |
| 745   | VBN       | Achim – Oyten – Ottersberg – Nathauen  |
| 748   | VBN       | Achim – Embsen                         |
| 791   | BürgerBus | Achim – Bierden – Uphusen              |
| 792   | BürgerBus | Achim – Uesen – Baden                  |
| 793   | BürgerBus | Achim – Borstel – Embsen               |
| 794   | BürgerBus | Achim – Uesen – Baden – Badenermoor    |

#### Straße

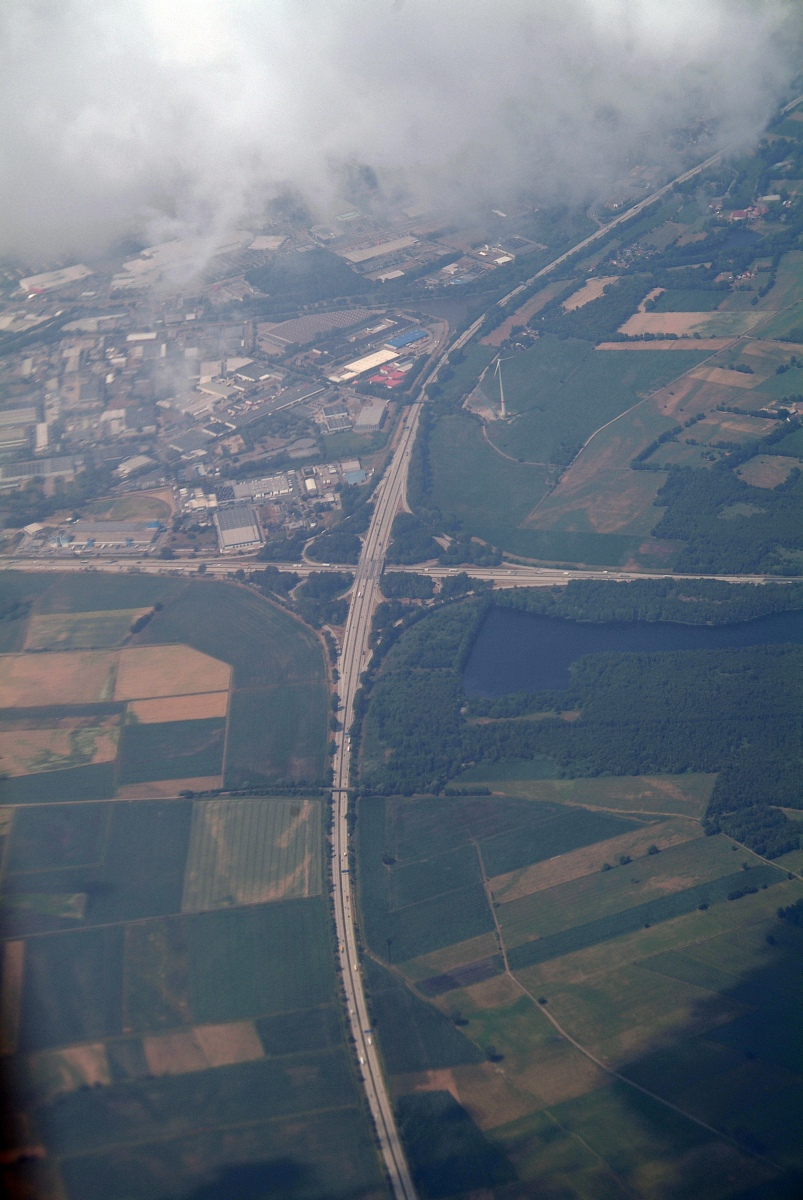
Luftbild vom Bremer Kreuz

Achim ist über drei Anschlussstellen an die Bundesautobahnen A 1 und A 27 angeschlossen. Besonders diese verkehrsgünstige Lage hat sie in den vergangenen 30 bis 40 Jahren zu einer begehrten Wohnstadt für viele Familien aus Bremen gemacht. Eine vierte Anschlussstelle der Bundesautobahn A 1, befindet sich außerhalb von Achim in Oyten, die Pendlern eine gute Alternative in Richtung Hamburg bietet. Eines der wichtigsten Autobahnkreuze Norddeutschlands, das Bremer Kreuz (Kreuzung A1 und A27) liegt auf Achimer Gebiet.

#### Kanal
1919 wurden Pläne eines „Bramsche-Stade-Kanals“ entwickelt, der in der Stadt Bramsche vom Mittellandkanal abzweigen, bei Achim die Weser kreuzen und bei Stade in die Elbe münden sollte. Später wurde dem geplanten Kanal der Name „Hansakanal“ gegeben. Die Planungen für den westlich der Weser gelegenen Abschnitt des Kanals wurden offiziell 1950, die für den östlichen Abschnitt 1955 eingestellt.

## Persönlichkeiten

### Bürgermeister
nach dem Zweiten Weltkrieg
- 1945: Johann Gröffel
- 1945–1946: Fritz Rübeck
- 1946–1959: Friedrich Grothen
- 1959–1968: Georg Osmers
- 1968–2006: Christoph Rippich
- 2006–2014: Uwe Kellner
- seit 2014: Rainer Ditzfeld

### Töchter und Söhne der Stadt Achim
zeitlich geordnet
- C. J. D. von Ahsen (* 1760 in Baden), Rechtsgelehrter und Advokat
- August Tewes (1831–1913), Rechtswissenschaftler und Hochschullehrer
- Friedrich Wilhelm Kleukens (1878–1956), Grafiker und Typograf
- Christian Heinrich Kleukens (1880–1954), Schriftkünstler und Dichter
- Heinrich Fahrenholz (1882–1945), Kommunalpolitiker und Autor
- Martin Brüns (1911–1976), Politiker (SPD), Landtagsabgeordneter
- Karl Ravens (1927–2017), Politiker (SPD), Bundesminister
- Walter Müller (1928–1995), Fußballspieler und -trainer
- Hermann Ahrens (1933–2016), Feuerwehrfunktionär, Direktor der Bundesanstalt Technisches Hilfswerk (THW)
- Fritz-Heiner Hepke (* 1947), Politiker (SPD), Landtagsabgeordneter
- Heinz Emigholz (* 1948), freier Filmemacher, Autor, Künstler und Produzent
- Hartmut Cyriacks (1955–2022), Dramaturg, Übersetzer und Journalist
- Martin Schmidt (* 1969), Handballspieler
- Fero Andersen (* 1982), Fernsehmoderator
- Annika Kahrs (* 1984), bildende Künstlerin
- Steffen Riekers (1984–2016), Theaterschauspieler
- Matthias Weidenhöfer (* 1985), Schauspieler
- Christina Siemoneit (* 1988), Schauspielerin und Tänzerin
- Ole Rahmel (* 1989), Handballspieler
- Michel Brandt (* 1990), Politiker (Die Linke), Bundestagsabgeordneter
- Lucas Höler (* 1994), Fußballspieler
- Marcel Costly (* 1995), Fußballspieler
- Deniz Undav (* 1996), Fußballspieler

### Sonstige Persönlichkeiten
- Hans Puvogel (1911–1999), seit 1947 Rechtsanwalt und Notar, Politiker (CDU), 1959 Mitglied des Stadtrates
- Heinz Eckner (1925–2012), Schauspieler, verbrachte seinen Lebensabend in Achim
- Christoph Rippich (* 1938), Ehrenbürgermeister, von 1968 bis 2006 Bürgermeister, Landrat des Landkreises Verden und Landtagsabgeordneter (SPD)[14]
- Horst-Dieter Höttges (1943–2023), deutscher Fußballspieler
- Jürgen Rimann (1945–2006), Vexillologe und Heraldiker
- Jörg Karaschewski (* 1967), Flaggenkundler und Autor
- Sebastian Lege (* 1978), Koch und Lebensmittelexperte